# Skålvattstjärnen
Skålvattstjärnen är en sjö i Härjedalens kommun i Hälsingland och ingår i Ljungans huvudavrinningsområde. Sjön har en area på 0,0667 kvadratkilometer och ligger 308 meter över havet.

## Delavrinningsområde
Skålvattstjärnen ingår i det delavrinningsområde (689968-147121) som SMHI kallar för Inloppet i Skålvattnet. Medelhöjden är 310 meter över havet och ytan är 1,23 kvadratkilometer. Räknas de 3 avrinningsområdena uppströms in blir den ackumulerade arean 25,19 kvadratkilometer. Stensån (Skålvattsån) som avvattnar avrinningsområdet har biflödesordning 2, vilket innebär att vattnet flödar genom totalt 2 vattendrag innan det når havet efter 180 kilometer. Avrinningsområdet består mestadels av skog (64 procent) och sankmarker (30 procent). Avrinningsområdet har 0,07 kvadratkilometer vattenytor vilket ger det en sjöprocent på 5,4 procent.